# Babysitter Wanted
Babysitter Wanted és una pel·lícula de terror estatunidenca dirigida per Jonas Barnes i Michael Manasseri el 2008 amb Matt Dallas i Sarah Thompson.

## Argument
Una vida nova està començant per a Angie, que està deixant l'aixopluc de la seva mare religiosa per començar els estudis universitaris. Sol·licita una feina de cangur després d'adonar-se que necessitarà diners per la universitat. Es troba en una granja remota davant de la família Stanton (Bruce Thomas i Kristen Dalton) i seu adorable noi, Sam. Però la primera nit de feina d'Angie podria ser l'última.
Sola a la gran casa, les trucades telefòniques anònimes comencen a destrossar la seva pau d'esperit. Les trucades aviat es converteixen en una confrontació cara a cara amb una voluminosa bèstia d'home que travessa la porta principal. Angie ha de lluitar per la seva vida per protegir-se a ella mateixa i a Sam. Angie llavors s'adona que Sam és un nen, fill del diable, i l'home que entrava per la força era un sacerdot que havia descobert l'horrible secret de la família.

## Repartiment
- Sarah Thompson: Angie Albright
- Matt Dallas: Rick
- Bruce Thomas: Jim Stanton
- Kristen Dalton: Violet Stanton
- Bill Moseley: Sherif Dinneli
- Nana Visitor: Linda Albright
- Kai Caster: Sam Stanton
- Monty Bane: Pare Nicoletta
- Brett Claywell: Hal
- Jillian Schmitz: Erica

## Estrena
El 23 de febrer de 2009 va tenir una limitada estrena a sales. La sortida del DVD i Blu-ray es va fer el 25 de maig de 2010.

## Producció
La va protagonitzar Sarah Thompson, Matt Dallas, Bill Moseley, Bruce Thomas, Nana Visitor, Monty Bane i Kai Caster. Va ser produïda per Kimberley Kates i Stephen Eckelberry per Big Screen Entertainment Group.
 El Director de Fotografia va ser Alex Vendler.
Big Screen Entertainment Group va produir la pel·lícula sota la direcció de Barnes i Manasseri en les localitzacions del Llac Shastina, Montague, Weed, i Yreka, Califòrnia.

## So
La banda sonora va ser composta pel músic suís Kurt Oldman.